# 比尔迪涅
比尔迪涅（法語：Burdignes，法語發音：[byʁdiɲ]）是法国卢瓦尔省的一个市镇，属于圣艾蒂安区。

## 地理
比尔迪涅（45°16'13"N, 4°34'0"E）面积30.81 平方千米，位于法国奥弗涅-罗讷-阿尔卑斯大区卢瓦尔省，该省份为法国中南部省份，北起顺时针与索恩-卢瓦尔省、罗讷省、伊泽尔省、阿尔代什省、上盧瓦爾省、多姆山省和阿列省接壤。
与比尔迪涅接壤的市镇（或旧市镇、城区）包括：阿诺奈、布略莱萨诺奈、圣马塞尔莱萨诺奈、瓦诺斯克、里奥托尔、阿让塔勒堡、圣索沃尔昂吕。

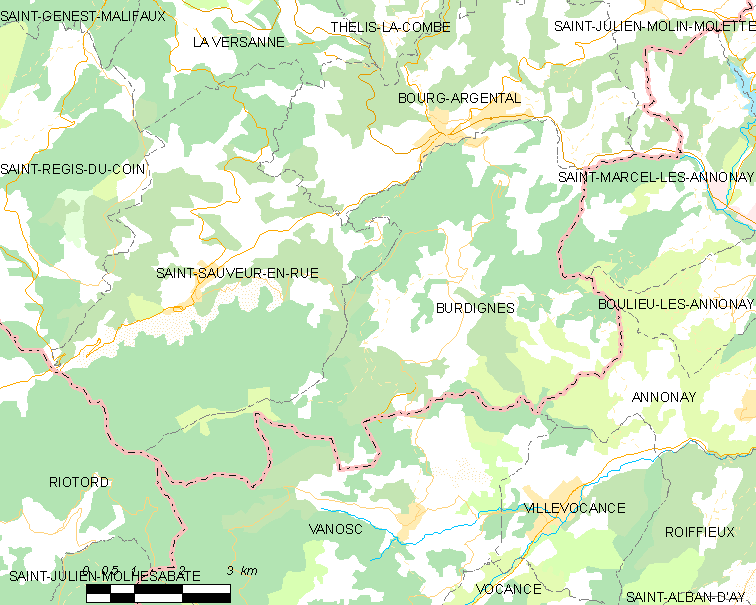
比尔迪涅的OSM定位图

比尔迪涅的时区为UTC+01:00、UTC+02:00（夏令时）。

## 行政
比尔迪涅的邮政编码为42220，INSEE市镇编码为42028。

## 政治
比尔迪涅所属的省级选区为勒皮拉县。

## 人口

1962-2008年间比尔迪涅人口变化图示

比尔迪涅于2022年1月1日时的人口数量为409人。